# 平井寛一郎
平井 寛一郎（ひらい かんいちろう、1901年12月15日 - 1978年1月23日）は、日本の経営者。京都府京都市出身。

## 経歴
1930年に京都帝国大学工学部電気学科を卒業し、同年に大同電力に入社。日本発送電を経て、1952年11月に関西電力取締役に就任し、1958年5月に常務を経て、1959年11月に副社長を経て、1962年12月に東北電力社長に就任。1969年11月に会長に就任。
1960年に藍綬褒章を受章し、1973年4月に勲二等旭日重光章を受章。
1978年1月23日脳梗塞のために死去。76歳没。